# Auxanommatidia abbreviata
Auxanommatidia abbreviata är en tvåvingeart som beskrevs av Borgmeier 1958. Auxanommatidia abbreviata ingår i släktet Auxanommatidia och familjen puckelflugor. Inga underarter finns listade i Catalogue of Life.